# Lily Sloane
Lily Sloane a Star Trek: Kapcsolatfelvétel című film szereplője. Zefram Cochrane asszisztense volt az első fénysebességnél is gyorsabban haladni képes kísérleti űrhajó, a Phoenix építésekor. A szerepet Alfre Woodard játszotta.
2063-ban Sloane-t felsugározták a USS Enterprise-E fedélzetére dr. Beverly Crusher kérésére, mivel a Borg támadás után megsérült Phoenixből kiáramló radioaktív sugárzás megbetegítette. A film során elszökik a rá vigyázó orvosi gárdától, miután menekülniük kell az Enterprisera áttranszportált Borg elől. Sloane segít Jean-Luc Picardnak a Borg legyőzésében. Az Enterprise-E-t visszafoglalják, és szemtanúja lesz a vulkániakkal való kapcsolatfelvételben a montanai Bozemannban 2063. április 5-én.